# Edwardsium
Edwardsium is een geslacht van kreeftachtigen uit de klasse van de Malacostraca (hogere kreeftachtigen).

## Soorten
- Edwardsium crockeri (Glassell, 1936)
- Edwardsium crosslandi (Finnegan, 1931)
- Edwardsium lobipes (Rathbun, 1898)
- Edwardsium spinimanus (H. Milne Edwards, 1834)